# اتین گالی
اتین گالی (انگلیسی: Étienne Gailly; ۲۶ نوامبر ۱۹۲۲ – ۳ نوامبر ۱۹۷۱) دونده ماراتن، و دونده دو استقامت اهل بلژیک بود.